# Trout Valley (Illinois)
Trout Valley es una villa ubicada en el condado de McHenry en el estado estadounidense de Illinois. En el Censo de 2010 tenía una población de 537 habitantes y una densidad poblacional de 478,84 personas por km².

## Geografía
Trout Valley se encuentra ubicada en las coordenadas 42°11′46″N 88°15′4″O / 42.19611, -88.25111. Según la Oficina del Censo de los Estados Unidos, Trout Valley tiene una superficie total de 1.12 km², de la cual 1.12 km² corresponden a tierra firme y (0.46%) 0.01 km² es agua.

## Demografía
Según el censo de 2010, había 537 personas residiendo en Trout Valley. La densidad de población era de 478,84 hab./km². De los 537 habitantes, Trout Valley estaba compuesto por el 97.95% blancos, el 0.74% eran afroamericanos, el 0.19% eran amerindios, el 0.93% eran asiáticos, el 0.19% eran isleños del Pacífico, el 0% eran de otras razas y el 0% pertenecían a dos o más razas. Del total de la población el 2.79% eran hispanos o latinos de cualquier raza.